# Steven Langton
Pour les articles homonymes, voir Langton.
Steven Langton, né le 15 avril 1983 à Melrose, est un bobeur américain qui a débuté au niveau international en 2007. Au cours de sa carrière, il a notamment remporté deux titres de champion du monde, et en outre devenu en 2012, le premier américain avec son coéquipier Steven Holcomb à être titré au bob à deux. 

Il a participé aux Jeux olympiques de 2010 à Vancouver et à ceux de 2014 à Sotchi où il remporte la médaille de bronze en bob à deux et en bob à quatre. À la suite de la disqualification des Russes pour dopage, il est finalement médaillé d'argent.
Avant d'opter pour le bobsleigh, Steven Langton participait à des compétitions d'athlétisme alors qu'il était étudiant à l'université du Nord-Est. Son meilleur temps au 100 m est de 10 s 58.

## Palmarès

### Jeux olympiques d'hiver
- Médaille d'argent en bob à deux en 2014 à Sotchi ().
- Médaille d'argent en bob à quatre en 2014 à Sotchi ().

### Championnats du monde
- Médaille de bronze en bob à quatre en 2011 à Königssee ;
- Médaille d'or en bob à deux en 2012 à Lake Placid ;
- Médaille d'or en bob à quatre en 2012 à Lake Placid ;
- Médaille de bronze en bob à quatre en 2013 à Saint-Moritz.

### Coupe du monde
- 23 podiums  : 
  - en bob à 2 : 5 victoires, 2 deuxièmes places et 1 troisième place.
  - en bob à 4 : 6 victoires, 5 deuxièmes places et 2 troisièmes places.

#### Détails des victoires en Coupe du monde
| Édition   | Bob à 2                  | Bob à 4                                 |
| 2010-2011 |                          | Whistler Lake Placid                    |
| 2012-2013 | Lake Placid Whistler     |                                         |
| 2013-2014 | Calgary Lake Placid Igls | Calgary Park City Lake Placid Königssee |